# Soera De Noden van Buren
Soera De Noden van Buren is een soera van de Koran.
De soera is vernoemd naar de hulp bij noden die geweigerd wordt in de laatste aya. De soera geeft hier voorbeelden van.

## Bijzonderheden
Ayat 1 t/m 3 zouden zijn geopenbaard in Mekka. Ayat 4 t/m 7 zouden zijn geopenbaard in Medina.